# Карл Ернст Ритер
Карл Ернст Ритер (Карл Ернст Ритер фон Бер) (рус. Карл Эрнст фон Бэр), (1792, Естонија — 1876, Дорпат) био је природњак, биолог, геолог, метеоролог, географ и један од оснивача ембриологије.

## Биографија
Рођен је 17. фебруара 1792. године у Естонији у балтичконемачкој племићкој породици. 
Детињство је провео у Ласила Манору, Естонији. Његови преци углавном су били досељеници из Вестфалија.

## Образовање
Школовао се за витеза у Саборној школи у Ревалу (Талин) и „Империал Универзитету“ у Дорпату (Тарту), од којих је у свакој стекао квалитетно образовање.
Током школовања, 1812. године, био је послат у Ригу како би помогао граду након опсаде Наполеонове војске. Током боравка у Риги, покушао је да помогне болеснима и рањенима, и тада схватио да је његово дотадашње образовање представљало лош избор. Након што је дипломирао, обавестио је свог оца да жели у иностранство како би се посветио образовању које је предтављало његов животни позив.
Након одласка из Тартуа, наставио је школовање у Берлину, Бечу и Вирцбургу, где га је Долингер увео у нову област ембриологије.

## Каријера
Године 1817. постао је професор на Универзитету „Конигцберг“.
Редовни професор зоологије постао је 1821. године а потом и анатомије 1826. године.
Кратко је предавао и у Санкт Петербургу, током 1829. године, али се убрзо вратио у Коницберг.
У Санкт Петербург поново је отишао 1834. године, када се придружио руској Академији наука. У периоду од 1834—1846. године, био је посвећен зоологији а затим је радио на упоредним истраживањима анатомије и физиологије (1846-62).
Његова интересовања била су: анатомија, ихтиологија, етнографија, антропологија и географија. у Русији се придружио великим теренским истраживањима, укључујући и истраживање острва Нова Земља.
Последње године живота (1867-76) провео је у Дорпату, где је постао један од водећих критичара Чарлса Дарвина.

## Доприноси

### Ембриологија
Студирао је рани развој животиња. Открио је бластулу фазу развоја и нотохорд.
Заједно са Хајнц Кристијаном Пандером (Heinz Christian Pander) и на основу рада Каспар Фриедриха Волфа (Caspar Friedrich Wolff) , описао је своју теорију клица, слоја развоја, (Ектодерм, Мезодерм и ендодерм). 
Као принцип различитих врста, створио је темељ компаративне ембриологије у књизи „Преко еволуционе историје животиња“ (1828).
Завршио је истраживање еволуцију јајне ћелије на коме је радио Едгар Ален, амерички анатом и филозоф. Истраживање је завршио и објавио 1827. године, на Академији наука у Санкт Петербургу.
Формулисао је оно што је постало познато као закони ембриологији:
- Опште карактеристике групе којој припада ембрион развоја пред посебним карактеристикама
- Општи структурни односи се на исти начин формирају пре највише специфичне појаве
- Облик датом ембриону не конвертује се на другим одређеним облицима, али се одваја се од њих
- Ембриони виших животиња никада не личе на одрасле животиње, као што су мање развијене, већ је то само њен ембрион

### Еволуција
Из студија компаративне ембриологији, веровао је у трансмутацију врста али је касније одбацио теорију природне селекције коју је предложио Чарлс Дарвин. Творац је раног филогенетског стабла у коме је открио онтогене и филогенију ембриона кичмењака.
Веровао је теорију телеолошке снаге у природи која се односила на облик еволуције ортогенезе.

### Геолошка и геограска истраживања
Термин „Баерова теорија“ примјењује се на непотврђеном идеји да се на северној хемисфери, ерозија јавља углавном на десној обали реке, док се јужној хемисфери јавља са леве стране. 
У својој темељној теорији, која никада није формулисана, ерозија река зависи од смера тока (на северној хемисфери, река тече од југа ка северу, према теорији, разједа њену десну обалу, а док је у истој хемисфери, тече од севера ка југу нарушава леву страну, због Кориолисовог ефекта.
Истражвао је острво Нову Земљу 1837. године и прикупљао биолошке узораке.
Био један од оснивача руског географског друштва.
Проучавао је биолошко време - перцепцију времена у различитих организама.

## Награде и признања
- Изабран је за почасног, страног, Америчке академије наука и уметности 1849. године
- Члан Краљевске шведске академије наука, 1850. године
- Председник Естонијске матице природних наука у периоду 1869—1876. године
- Суоснивач и први председник руског Ентомолошког друштва
- Члан академије наука и уметности Краљевине Холандије

## Наслеђе
Његове бисте налазе се на Том Хилу у Тарту, Ласила у Естонији и на Зоолошком музеју у Санкт Петерсбургу у Русији.
Пре него што је Естонија круну конверзовала у евро, новчаница од 2 круне носила је његов портрет.
„Бер острво“ носи његово име због великих доприноса у истраживању метеорологије (1830- 1840) у Арктику.